# Michael Meier (Fußballfunktionär)

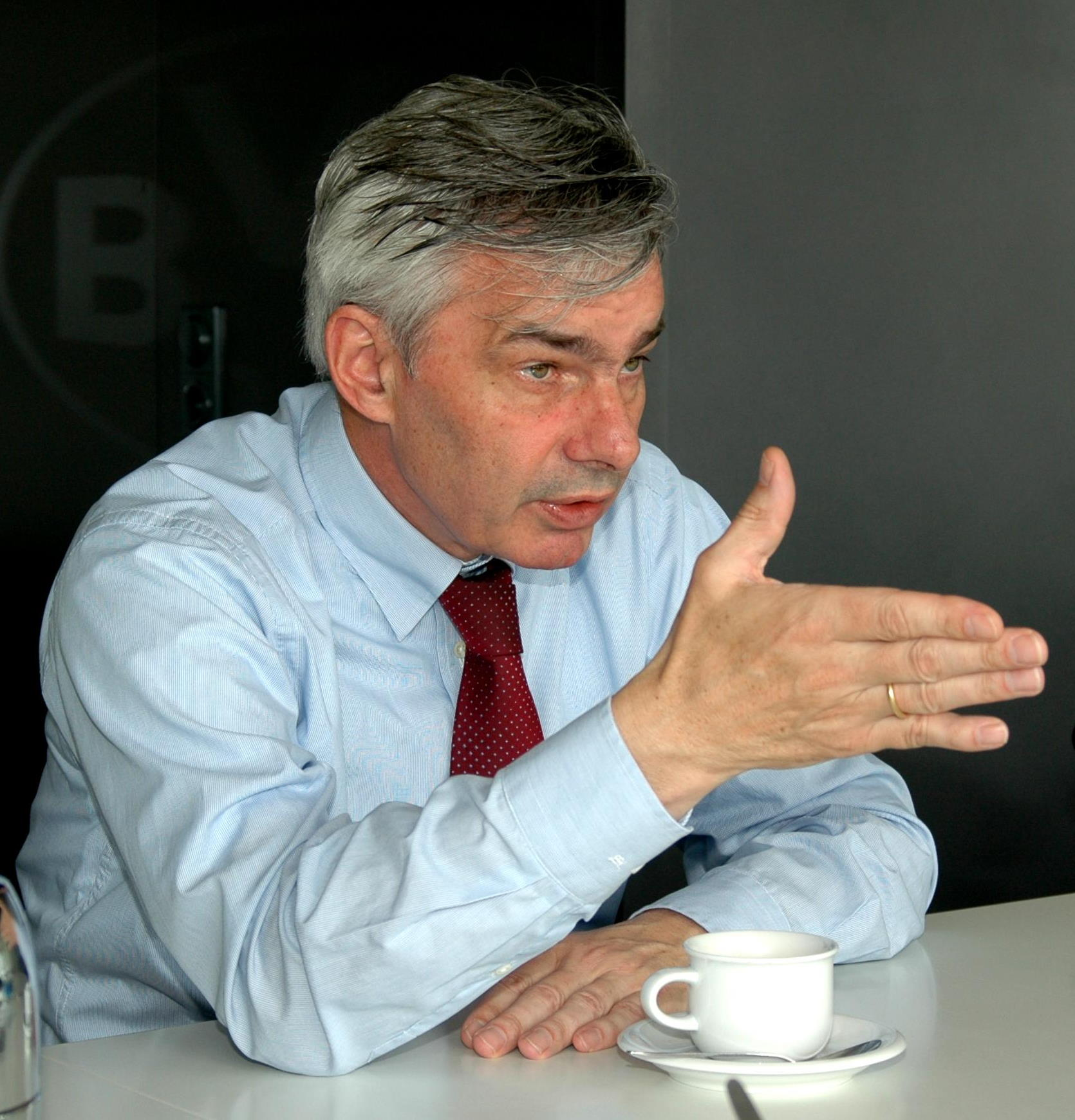
Michael Meier (2005)

Michael Meier (* 15. November 1949 in Lünen) ist ein deutscher Fußballfunktionär und Diplom-Kaufmann. Als Manager und Geschäftsführer war er bei den Bundesliga-Vereinen 1. FC Köln, Bayer 04 Leverkusen und Borussia Dortmund tätig. Er war in diesen Positionen unter anderem auch Vizepräsident der G-14-Gruppe der europäischen Fußballclubs, Mitglied im Vorstand und im Aufsichtsrat der DFL, Mitglied im Vorstand des Deutschen Fußball-Bundes sowie Mitglied des DFB-Ligaausschusses.
Michael Meier ist aktuell als Unternehmensberater tätig und hält Vorträge über Sport, Unternehmen und Medien.

## Karriere als Manager
Meier begann seine Tätigkeit im Profifußball nach Abschluss seines Studiums der Betriebswirtschaftslehre und anschließender Anstellung in einer renommierten Wirtschaftsprüfungsgesellschaft als geschäftsführendes Vorstandsmitglied beim 1. FC Köln (1981 bis 1987), mit dem er 1983 den DFB-Pokal gewann. Nach seinem Wechsel zu Bayer 04 Leverkusen (1987 bis 1989) gewann der Klub unter Meier als Leiter der Fußball-Abteilung mit dem UEFA-Pokal 1988 seinen bis heute größten Titel der Vereinsgeschichte. Am 1. Dezember 1989 stieß Meier als geschäftsführendes Vorstandsmitglied zu Borussia Dortmund. Gemeinsam mit Gerd Niebaum brachte er den Verein als ersten deutschen Fußballverein im Oktober 2000 an die Börse, wurde aber auf Grund von eklatanten Managementfehlern, die beinahe zur Insolvenz des Vereins geführt hätten, nach dem 30. Juni 2005 nicht mehr weiterbeschäftigt. Von 2005 bis 2010 war Meier erneut beim 1. FC Köln tätig. Nach dem Rutsch in die abstiegsbedrohten Tabellenränge wurde er vom FC am 28. November 2010 entlassen.

## Auszeichnungen
1992 und 1993 kürte das Kicker-Sportmagazin Michael Meier (damals beim BVB beschäftigt) zum Manager des Jahres; eine Auszeichnung, welche das Fußballmagazin von 1989 bis 1994 verlieh.

## Börsengang mit Borussia Dortmund
Michael Meier und Gerd Niebaum führten die Borussia Dortmund GmbH & Co. KGaA als Geschäftsführer als ersten und bislang einzigen deutschen Fußballklub an die Börse. Das Unternehmen platzierte im Oktober 2000 13,5 Millionen Aktien an der Börse, die dem BVB netto einen Emissionserlös von 130 Millionen Euro einbrachte.

## Privates
Michael Meier lebt in Dortmund, ist verheiratet und hat drei Töchter.

## Engagement
Neben der Tätigkeit als Manager ist oder war Meier
- Mitglied des Kuratoriums Ruhrtriennale 2011
- Mitglied des Kuratoriums der Dortmunder International School of Management

Zudem engagiert sich Meier für die Erarbeitung
- eines Konzeptes (Manager-Zertifikat) mit dem Ziel, in einer einjährigen Ausbildung ein zertifiziertes Grundgerüst für die Tätigkeit als Fußballmanager anzubieten[6]